# دهه ۴۷۰ (میلادی)
دهه ۴۷۰ (میلادی) دهه چهل و هفتم تقویم میلادی است.

## درگذشتگان
‎